# Konrad Sadowski
Konrad Sadowski (ur. 19 lutego 1902 w Suchedniowie, zm. 1960 w Toronto, Kanada) – polski i kanadyjski artysta ceramik, kapitan pilot Polskich Sił Powietrznych w Wielkiej Brytanii.

## Życiorys
Ukończył studia w Szkole Sztuk Pięknych w Warszawie, a następnie na zlecenie polskiego rządu wyjechał do Brazylii, w stanie Parana nauczał dzieci polskich emigrantów fizyki. Swoją żonę Krystynę poznał, gdy powierzono mu poinformowanie jej o śmierci matki oraz przyznaniu medalu za gobelin, który wystawiła w Paryżu. W 1939 wrócili do Polski.
Po wybuchu II wojny światowej wyruszyli na wschód, a następnie przez Węgry przedostali się do Paryża. W 1940 r., po wkroczeniu do Francji wojsk niemieckich, wyjechali do Algierii, a następnie we wrześniu 1940 do Londynu, gdzie Konrad Sadowski został pilotem Polskich Sił Powietrznych. Miał numer służbowy RAF P-0863. Równocześnie razem z żoną organizowali na zlecenie polskiego rządu na uchodźstwie wystawy artystyczne.
W 1947 wyjechali ponownie do stanu Parana w Brazylii, gdzie otworzyli studio artystyczne, a Konrad mógł skupić się na tworzeniu ceramiki. Ich prace uczestniczyły wystawach zbiorowych, wiele z nich otrzymało wyróżnienia, jednym z nich było zaproszenie do uczestnictwa w wystawie w Rio de Janeiro. Krystyna Sadowska wystawiła tam gobelin pt. „Marzenie o Kanadzie”, który zwrócił uwagę delegacji rządowej z Kanady. Sadowscy otrzymali zaproszenie do Kanady, zamieszkali w Nowej Szkocji, prowadzili wykłady z ceramiki w Halifaxie. Po roku przenieśli się do Indian Harbour, gdzie założyli studio malarskie i ceramiczne, które odwiedził dyrektor Ontario College of Art L. C. Panton. Zafascynowany ich twórczością zaproponował wyjazd do Toronto i pracę w prowadzonej przez niego szkole. Od 1953 Konrad nauczał garncarstwa i technik wypalania, otworzyli studio w Aurorze, gdzie tworzyli, latem powracali do Indian Harbour. Konrad Sadowski skupił się na manipulacji formą, glazurą, politurą oraz technikami wypalania.